# Макриница (Магнисия)
Макрини́ца (греч. Μακρινίτσα) — деревня в Греции. Расположена на высоте 600 м над уровнем моря, на западных скалистых и обрывистых склонах горы Пилион, к северо-востоку от города Волос. Административно относится к общине Волос в периферийной единице Магнисия в периферии Фессалия. Площадь 59,903 квадратного километра. Население 694 человек по переписи 2011 года.
Из деревни открывается вид на город Волос и залив Пагаситикос, поэтому деревня известна как «Балкон Пилиона» (μπαλκόνι του Πηλίου). Самая популярная у туристов деревня полуострова Пилион. Деревня закрыта для автомобильного движения.

## История
Деревня была создана вокруг крупного монастыря Богородицы Макринитиссы (Μονή της Παναγίας της Μακρινιτίσσης). Основал монастырь местный грек Константин Малиасин из фамилии Мелиссинов во времена Латинской империи, но после прекращения существования королевства Фессалоники. Константин был женат на Марии, дочери Михаила I Комнина Дуки, брата Феодора и Мануила, правителей Фессалии и Эпирского царства. В XVII веке монастырь был покинут и разрушен. В 1767 году на месте монастыря была построена церковь Успения Пресвятой Богородицы (Ναός Κοιμήσεως της Θεοτόκου Μακρινίτσης). Церковь разрушена землетрясением в Волосе 19 апреля 1955 года магнитудой 6,2 баллов и восстановлена в 1963 году на том же фундаменте. В церкви находится барельеф с изображением Богородицы XIII века.
В XIX веке село ещё было большим и богатым. Архимандрит Порфирий (Успенский) в 1859 году посетил Макриницу и так описал её:
Высокие побелённые дома в ней, числом до 1000, построены на крутом косогоре в россыпь, одни выше других. Почти все тамошние жители занимаются тканием бумажных и шёлковых платков и разных материй, плетут шнурки и сучат тонкие нитки для продажи. Они содержат школу, в которой дети их учатся читать и писать по способу ланкастерскому. Церквей у них семь. Самая лучшая освящена во имя Пресвятой Богородицы. В Макринице горные источники летом делаются холоднее льда. <…> Макринице принадлежат роскошные масличные сады, разведённые на пригорной равнине.

## Особняк Топали

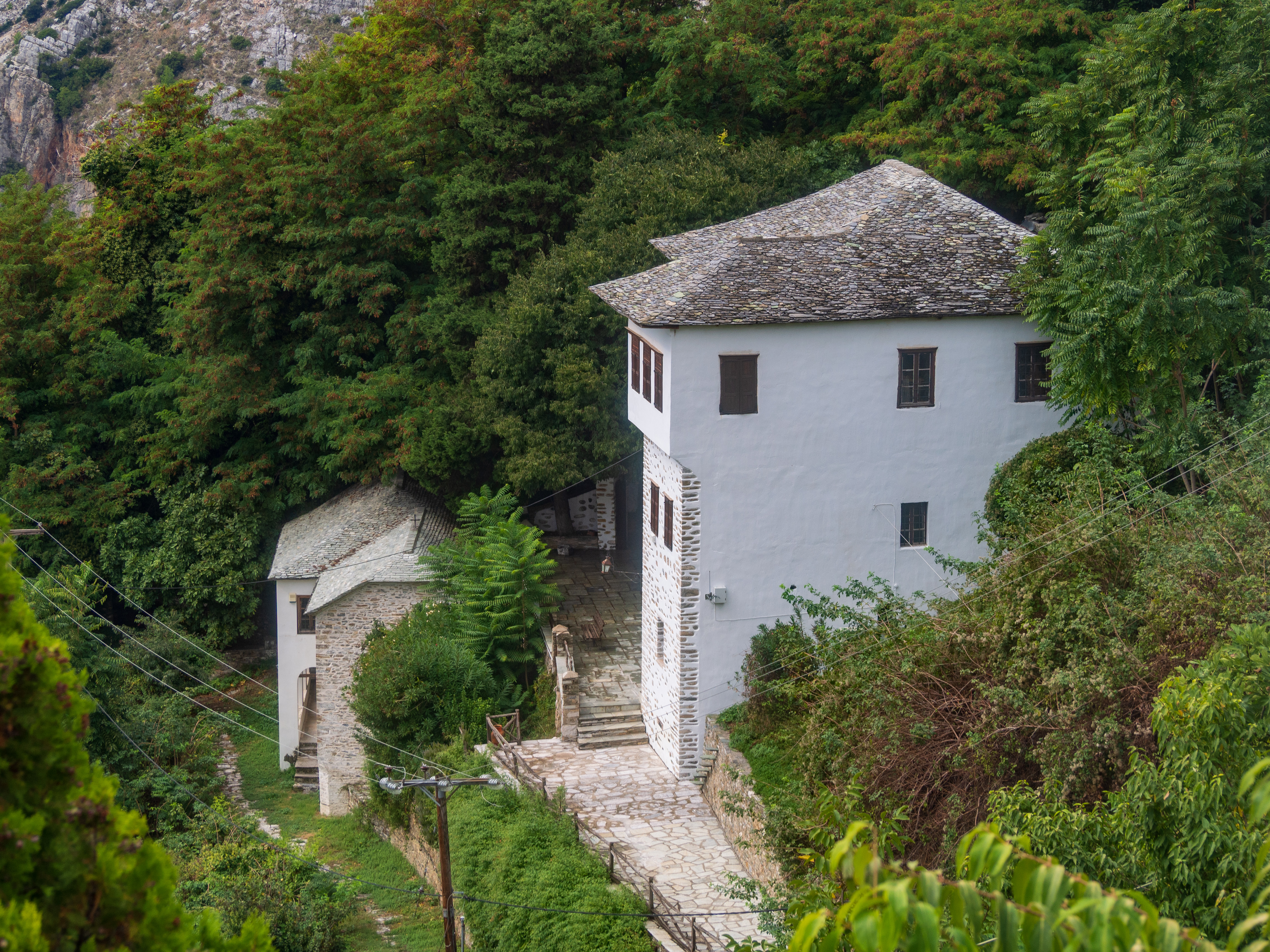
Особняк Топали. В здании находится Этнографический и исторический музей Пилиона

В 1844 году недалеко от центральной площади Макриницы построен особняк Топали (Αρχοντικό Τοπάλη), типичный образец пилионской архитектуры — высокое каменное трёхэтажное побелённое здание в форме буквы «Г». На первом этаже были складские и подсобные помещения, на втором этаже — помещения для зимнего проживания, а на втором этаже — помещения для летнего проживания. В 1985 году здание было признано министерством культуры произведением искусства и историческим памятником. Полная реставрация особняка прошла в 1988—1994 годах. Сегодня здесь находится Этнографический и исторический музей Пилиона.

## Население
| Год  | Население, человек |
| ---- | ------------------ |
| 1991 | 584                |
| 2001 | 661                |
| 2011 | ↗ 694              |